# Ranschgraben
Der Ranschgraben, anfangs auch Erbsengraben, später Waldgraben und Bruchgraben, ist ein gut 18 km langes Fließgewässer in Rheinland-Pfalz und ein linker Zufluss des Rehbachs. Er bezieht sein Wasser hauptsächlich vom Speyerbach, aus dem er nach links abgeleitet ist. Mit seiner gesamten Länge fließt er in der Vorderpfalz und innerhalb des Schwemmfächers, den der Speyerbach im Süden und der Rehbach im Norden gebildet haben.

## Geographie

### Verlauf
Der Ranschgraben besitzt keine eigene Quelle. Nach der am meisten vertretenen Meinung trennt er sich ungefähr 200 m westlich der zur Ortsgemeinde Haßloch gehörenden Fronmühle auf etwa 115 m Höhe mit einem kleinen Teil der Wassermenge vom Speyerbach nach links. Nach gut 200 m trifft er auf den von links kommenden Erbsengraben, der weiter oberhalb als Bewässerungsgraben ebenfalls sein Wasser vom Speyerbach bezieht, und übernimmt dessen Namen und dessen Richtung nach Südosten.
Zum Speyerbach fließt der Erbsengraben im Abstand von etwa 300 m anfangs nördlich parallel, bis er im Bereich des Holiday Parks Haßloch immer mehr in Richtung Ost und Nordost umschwenkt und als Waldgraben in den Speyerer Wald eintritt. Im sumpfigen Waldgebiet, dem Bruch, wechselt sein Name zu Bruchgraben. Ab der Gemarkungsgrenze von Iggelheim heißt er dann offiziell Ranschgraben.
Das Wohngebiet von Iggelheim passiert er südlich, Hanhofen nördlich, ehe er Schifferstadt südlich und östlich umfließt. Nördlich von Limburgerhof-Rehhütte mündet er auf 95 m Höhe von links in den Rehbach, nachdem er diesen einige hundert Meter zuvor beim Kohlhof von rechts kommend sogar unterquert hat.

### Zuflüsse
Dem Ranschgraben laufen zahlreiche kleinere Gräben zu, die alle ihren Ursprung in der landwirtschaftlichen Bewässerung haben. Die längsten sind linksseitig Fluss- und Neugraben (jeweils etwa 5 km), rechtsseitig Kandel- und Kleinlandgraben (etwa 5,5 bzw. 8 km). Der Kandelgraben ist wie der Ranschgraben eine linke Ableitung des Speyerbachs.
Zuflüsse vom Ursprung bis zur Mündung:
- Rauschgraben [GKZ 23798814], nach GeoExplorer WW Ranschgraben,[3] (rechts), 2,7 km, 0,41 km²
- Ochsenlöchergraben[3] (rechts), 2,0 km, 0,67 km²
- Kandelgraben (rechts), 5,4 km, 2,45 km²
- Neugraben (links)
- Kleinlandgraben (rechts), 8,39 km²
- Quodgraben (links), 3,9 km, 4,85 km²

## Geologie

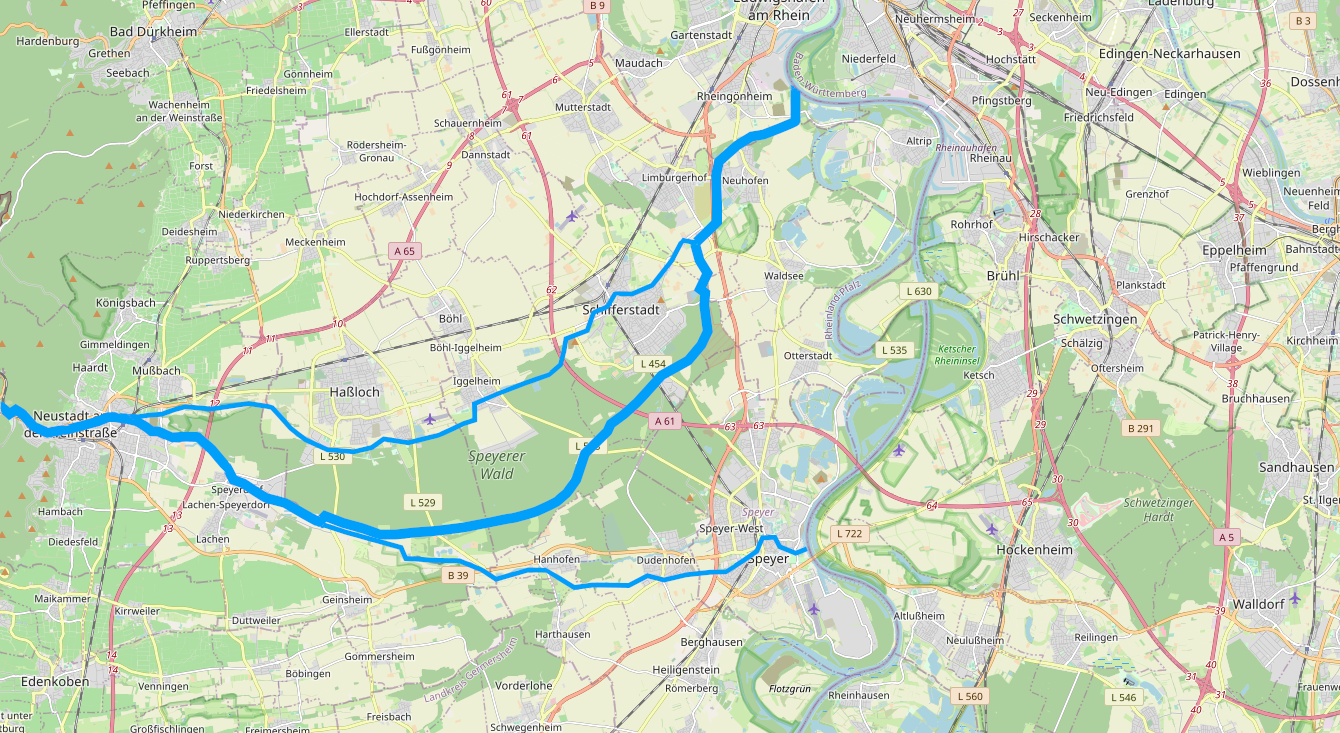
Ungefähre alte geologische Abflusslinie (dick hervorgehoben) des Speyerbachs mitten durch den Speyerer Wald über Ranschgraben und unteren Rehbach

Der Ranschgraben fließt mit seiner gesamten Länge in der vorderpfälzischen Rheinebene. Für das heutige Tiefland war das wichtigste Ereignis der Landschaftsentwicklung der Einbruch des Oberrheingrabens gegenüber den umgebenden Mittelgebirgen, der im Alttertiär vor etwa 50 Millionen Jahren einsetzte und bis in die Jetztzeit andauert.
Im Bereich des heutigen Ranschgrabens war über lange Zeiträume der Unterlauf des Speyerbachs das bestimmende Gewässer. Dieser verlagerte sich, beeinflusst besonders durch klimatische Faktoren wie anhaltende Trockenheit oder starke Niederschläge, in Maßen hin und her. Dabei schuf er mit der Ablagerung von Materialien, die von seinem Wasser weiter oben – vor allem im Pfälzerwald – ausgeräumt und streckenweise mitgeführt wurden, einen breiten Schwemmfächer mit Aufschüttungs- bzw. Abtragungsterrassen.
Der Speyerbach bewegte sich, bevor seine Laufrichtung durch den Menschen verändert wurde, auf der ursprünglichen geologischen Abflusslinie vor allem des unteren Ranschgrabens und des unteren Rehbachs.

## Naturschutzgebiete
Der Ranschgraben durchquert die 1988 bzw. 1981 eingerichteten Naturschutzgebiete Lehenbruch und Böhler Bruch-Kandelwiese, die beide auf der Gemarkung von Böhl-Iggelheim liegen.